# 85 (getal)
85 (vijfentachtig) is het natuurlijke getal volgend op 84 en voorafgaand aan 86.

## In de wiskunde
Vijfentachtig is:
- Een tienhoeksgetal, een gecentreerd driehoeksgetal en een gecentreerd vierhoeksgetal.
- Een Smithgetal.

## Overig
85 is ook:
- Het jaar A.D. 85 en 1985.
- Het atoomnummer van het scheikundig element astaat (At).